# The Hellcat Spangled Shalalala
Singles de Arctic Monkeys
Don't Sit Down 'Cause I've Moved Your Chair
(2011) Suck It and See
(2011)
The Hellcat Spangled Shalalala est le deuxième single du groupe de rock indépendant Arctic Monkeys issu de l'album Suck It and See et sorti le 15 août 2011. Le single ne contient qu'une seule face B « Little Illusion Machine (Wirral Riddler) », qui est jouée par Miles Kane et The Death Ramps, The Death Ramps étant le pseudonyme utilisé par le groupe quand ils ont sorti une édition limitée de « Teddy Picker » dont les faces B étaient « Nettles » et « The Death Ramps ». Le clip apparaît pour la première fois sur YouTube le 7 juillet 2011. Il a été réalisé par Focus Creeps et on peut y voir le model Scarlett Kapella jouant Hellcat. Le 8 août, « Little Illusion Machine (Wirral Riddler) » est accessible sur les plateformes de téléchargement de musique.
Le 8 août 2011, durant les émeutes de 2011 en Angleterre, la plupart du stock des singles, alors entreposé dans un hangar de la Sony DADC, premier centre de distribution de PIAS, sont brûlés, ; ce qui fit entrava par la suite considérablement à la vente des singles. Le reste des singles est vendu sur le site du groupe.

## Liste des pistes
Toutes les paroles sont écrites par Alex Turner et Miles Kane, toute la musique est composée par Arctic Monkeys, sauf celles mentionnées.
| 1. | The Hellcat Spangled Shalalala                                        |  | 3:00 |
| 2. | Little Illusion Machine (Wirral Riddler) (Arctic Monkeys, Miles Kane) |  | 3:11 |

| 1. | The Hellcat Spangled Shalalala           | 3:00 |
| 2. | Little Illusion Machine (Wirral Riddler) | 3:11 |

## Classement
| Classement (2011)                      | Peak position |
| -------------------------------------- | ------------- |
| Belgique (Flandre Ultratop 50 Singles) | 15            |
| Royaume-Uni (UK Indie Chart)           | 18            |

## Crédits
Arctic Monkeys
- Alex Turner - Chant, guitare rythmique, chœur (piste 2)
- Jamie Cook - Guitare solo
- Nick O'Malley - Basse, chœur
- Matt Helders - Batterie

Autre
- Miles Kane - Chant (piste 2)

## Historique des sorties
| Pays        | Date de sortie | Format                 | Label          |
| ----------- | -------------- | ---------------------- | -------------- |
| Royaume-Uni | 12 août 2011   | Téléchargement digital | Domino Records |